# ثانوية جودت الهاشمي
ثانوية جودت الهاشمي، أول مدرسة ثانوية رسمية في دمشق أُسِّسَت باسم المدرسة التجهيزية، أو مدرسة التجهيز الأولى، ثم أُطلق عليها اسم جودت الهاشمي الذي كان مديرَها الأول. خرَّجت المدرسةُ مئات الطلاب الذين احتلوا مواقعَ مميزة في عالمي الأدب والعلم، ولا تزال حتى الآن تقوم بمهمَّتها.

## تاريخها
ثانوية جودت الهاشمي هي أولُ مدرسة ثانوية بدمشق، تخرِّج الطلابَ ليكونوا جاهزين لدخول الحياة العملية في وظائف الدولة أو الانتساب للجامعات، ولذلك سُمِّيت التجهيز الأولى. وهو معنى قريب من تسمية المعاهد التي تؤهِّل طلابها الآن للتدريس في المرحلة الإعدادية، وتسمَّى معاهد إعداد المعلمين.
وكان سبب بناء المدرسة هو ضيق المكان المخصَّص من قبلُ للمرحلة الثانوية، وهو مكتب عنبر وكان يُدعى المدرسة السلطانية الأولى. وهو البناء الوحيد للتدريس، بناه ثري يهودي دمشقي اسمه يوسف أفندي عنبر، ثم صادرته الدولة العثمانية منه لقاء دَين لها عليه، وأكملت بناءه وأضافت له جناحين، وحوَّلته إلى مدرسة لتعليم الطلاب في ما قبل المرحلة الجامعية.
وبدأ طرح أمر بناء مدرسة التجهيز بعد خروج العثمانيين، وظلَّ الأمرُ بين أخذ ورد حتى عهد الرئيس تاج الدين الحسني، حين كلَّف وزيرَ المعارف آنذاك سليم جنبرت ببناء المدرسة.

## بناؤها
بدأت أعمالُ البناء في أواخر كانون الثاني 1929 وانتهت في آخر كانون الأول 1933، وأشرف على بنائها المهندس سليمان أبو شعر.
وفي سنة 1933 بدأ صنع لوازم المدرسة، واستمرَّ العمل نحو ثلاث سنوات، ومثلها لنقل مكاتب مكتب عنبر، وافتُتحت رسميًّا في عام 1936. ويذكر قتيبة الشهابي أن البناء جاء على طِراز العمائر الأوروبية، المتأثرة ببعض الاتجاهات الزخرفية العربية، وقد أنشئت ضمنَ بستان مسمار في مِنطقة الشرف الأعلى.

## تسميتها
بقي اسمُ التجهيز الأولى يُطلق على المدرسة حتى منتصف الخمسينيات عندما قُرِّر أن تحملَ اسم مديرها الأول جودت الهاشمي؛ تكريمًا له بعد وفاته في ذلك العام، وكان بارعًا في الرياضيات فأُطلق عليه (جودت) أي جيد، في حين اسمُه الحقيقي هو أحمد الحَسَني الجزائري.
ثم قُسِّم البناء إلى مدرستين؛ هما: جودت الهاشمي، وابن خَلدون بعد أن نُقلت إليها من المقبرة الفرنسية التي كانت قائمةً غرب المدرسة.

## أثرها
تخرَّج في هذه المدرسة الرعيلُ الأول من رجالات سوريا الذين تبوَّؤوا المناصبَ الإدارية والسياسية والعسكرية الهامة، ومنها كانت تنطلق المظاهراتُ الصاخبة الرافضة للاحتلال الفرنسي، وفيها تكوَّنت بذورُ معظم الحركات السياسية، وفي مقدمتها فكرة حزب البعث، حيث كان يدرِّس فيها مؤسِّسا الحزب ميشيل عفلق، وصلاح الدين البيطار.
وأصبحت الحديقةُ الكائنة أمام الثانوية مقصدًا للنزهات، وسميت في بداية الأمر حديقة الأمَّة، وكان الناس يقفون فيها لمشاهدة العرض السنوي احتفالًا بعيد الجلاء، وجُدِّدت الحديقة لاحقًا ولا تزال مقصدًا للنزهات العامَّة.

## مديروها
تولى إدارةَ ثانوية التجهيز الأولى (جودت الهاشمي) من تأسيسها:
- جودت الهاشمي
- هاشم الفصيح
- عبد الوهاب أدهم
- رفيق الفرَّا
- جميل سلطان
- حمدي الروماني
- صلاح الدين الزعبلاوي
- سعد الدين القوَّاص
- عبد الرحمن بدر الدين
- أحمد الخطيب
- عدنان بغجاتي
- عبد العزيز علوان
- فتحي القنواتي
- عدنان خمَّاش
- أحمد صبوح
- زهير محجوب
- موفق مقصوصة
- حسين مصطفى جمعة
- أسامة جمال الحوراني

## أساتذتها
- محمد المبارك
- زكي المحاسني

## طلابها
- شاكر  الفحام
- إحسان النص
- مازن المبارك
- أحمد ذو الغنى
- عاصم بهجة البَيطار
- خالد المهايني